# El Rio (Californie)
El Rio est une commune des États-Unis, située dans l'État de la Californie et dans le comté de Ventura. En 2010 sa population était de 7 198 habitants.

## Étymologie
El Rio fut d'abord nommée « New Jérusalem » par Simon Cohn en 1875. Le bureau de poste a ensuite changé son nom en El Rio en 1895, qui est la traduction espagnole de « la rivière ».

## Histoire
Les premiers habitants de la région étaient les Chumash, une tribu pacifique. Leur région s'étend de la pointe Conception à Santa Monica. Une de leurs plus grandes colonies était à Saticoy en raison des sources bouillonnantes qui se trouvaient là.
Le 6 mai 1837, Juan M. Sanchez (1791-1873), un ancien soldat du Presidio de Santa Barbara, obtient le Rancho Santa Clara del Norte qui s’étend alors sur 57 km2 de terres, de la rivière de Santa Clara vers le sud jusqu'à la limite nord de l'actuel Camarillo et à l'extrémité ouest de South Mountain. Sanchez et son épouse, Ines Sanchez Guevara (1794-1862), avaient construit leur maison de briques au pied du versant ouest de South Mountain, la route principale se trouvait à l'extrémité est de l'actuelle Rose Avenue, une avenue bordée de grands eucalyptus.
La ville a été officiellement fondée en 1875 et nommée « New Jerusalem » (Nouvelle Jérusalem), par Simon Cohn (1852-1936), un marchand juif prussien qui possédait un magasin d'alimentation générale à El Rio. Le Département des Postes des États-Unis établit un nouveau bureau, le Jerusalem Post, le 26 juillet 1882, et Cohn est nommé premier maître de poste. La première école à classe unique ouvre en 1885.
Le 14 février 1895, le service postal décide de changer le nom de la ville en simplement « Jerusalem ». Quatre mois plus tard, en juin 1895, ils décident de renommer la ville « Elrio », en un seul mot.
En 1905, la ville change pour une troisième fois de nom est devient « El Rio », en deux mots, ce qui signifie « La rivière » en espagnol, allusion à la proximité de la rivière de Santa Clara. Le bureau de poste d'El Rio a fermé le 31 octobre 1911 et ne fut rétabli qu'en 1953 pour disparaitre en 1966.
Le lycée d'El Rio n'ouvrit qu'en 1965, jusqu'à cette date les élèves d'El Rio devaient se rendre en autobus au lycée d'Oxnard puis à celui de Camarillo.

## Démographie et données sur la ville
En 2010 la ville compte 7 198 habitants.
- Hispanique : 6 188 (86 %)
- Européen : 816 (11,3 %)
- Asiatique : 68 (0,9 %)
- Africains : 44 (0,6 %)
- Mélangé : 36 (0,5 %)
- Amérindiens : 21 (0,3 %)
- Hawaïens : 15 (0,2 %)
- Autres : 10 (0,1 %)

En mars 2012 le coût de la vie d'El Rio était de 127,6 (donc élevé, la moyenne du barème étant 100 pour les États-Unis)[réf. nécessaire]
Pour la population de 25 ans et plus à El Rio :
- Études secondaires ou supérieures : 54,3 %
- Baccalauréat ou plus : 7,3 %
- Diplôme d'études supérieures ou professionnelles : 2,3 %
- Demandeurs d'emploi : 2,6 %

Pour la population de 15 ans et plus à El Rio :
- Jamais marié : 28,4 %
- Marié : 53,3 %
- Séparé : 2,4 %
- Veuf : 5,6 %
- Divorcé : 10,4 %

La durée moyenne de transport pour se rendre au travail est de 20,2 minutes
| 2000  | 2010  | - | - | - | - |
| ----- | ----- | - | - | - | - |
| 6 193 | 7 198 | - | - | - | - |

## À voir aussi
- Oxnard
- La Colonia, Oxnard, Californie